# Gum 41
Gum 41 är en nebulosa i kentauren. Den är en del av det större komplexet Lambda Centauri-nebulosan. Den pptäcktes i mitten av 1900-talet.